# سكيلاندرز: جاينتز
سكيلاندرز: جاينتز (بالإنجليزية: Skylanders: Giants) ، هي لعبة فيديو إلكترونية من نوع تقمص الأدوار وأكشن ، أنتجت سنة 2012م ، وتعمل لأنظمة بلاي ستيشن 3 وإكس بوكس 360 وغيرها.